# 아흐메드 샤리프 앗세누시

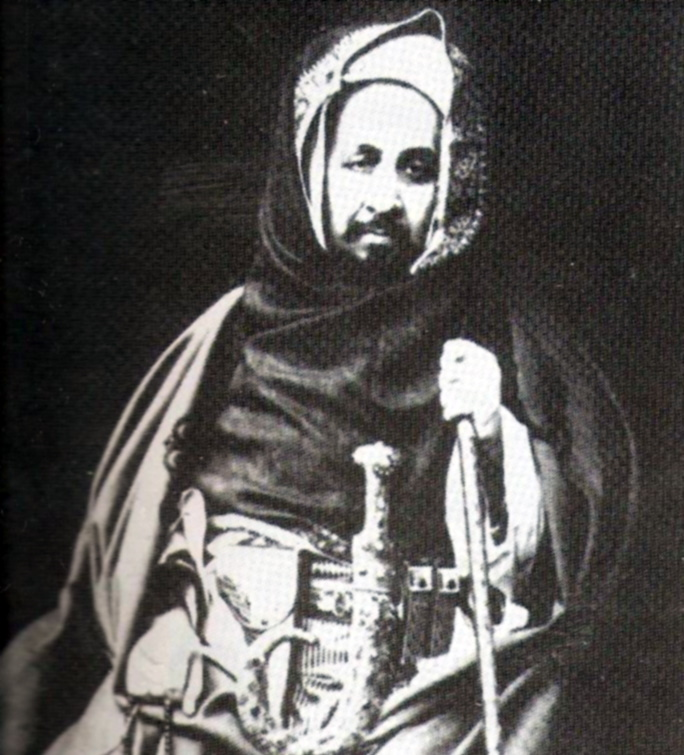

아흐메드 샤리프 앗세누시(아랍어: أحمد الشريف السنوسي: 1873년 - 1933년 3월 10일)는 세누시 종단의 최고지도자다. 그의 딸 파티마 엘샤리프는 리비아 국왕 이드리스 1세의 왕비가 되었다.